# Satellitaltimetri
Satellitaltimetri är en metod att bestämma jordens form genom att utnyttja observationer från en eller flera satelliter. Tekniken fungerar genom att en satellit skickar en radarpuls från satellitantennen till jordens yta som sedan studsar tillbaka till satellitens mottagare. Genom att veta satellitens exakta position så kan man mäta höjden på en given punkt. Genom att kombinera flera satelliter kan man öka precisionen hos mätningen.